# ギターシンセサイザー
ギターシンセサイザー（Guitar Synthesizer）とは、広義には信号処理技術を使って、ギターでシンセサイザーと同様な音色を実現する装置や楽器のことである。
また狭義には、シンセサイザーを駆動するコントローラーデバイスとしてギターを使う方式を指す事が多い。この方式では、ギターの弦振動を音程及び音量情報に変換し、そのデータでシンセサイザーをコントロールする。
ギターシンセサイザーは最初1970年頃にエフェクタの形で登場したが(広義の定義)、1970年代後半から「ギターによるシンセサイザーのコントロール」が重視されるようになった(狭義の定義)。その後1990年代前半DSPによるモデリング処理が導入されると、狭義の定義には収まりきらなく、モデリングギターという新しい造語で区別されるようになった。

## 構造
代表的なアナログ・ギター・シンセサイザー（以下ギターシンセ）の例を示す。

まず、ギターの弦振動を拾うピックアップには、6弦独立ピックアップ（Hexa Divided PickUP）の使用が一般的である。これは、各弦の振動を個別に捉える特殊なピックアップで、和音の入力を避けることを目的としている。

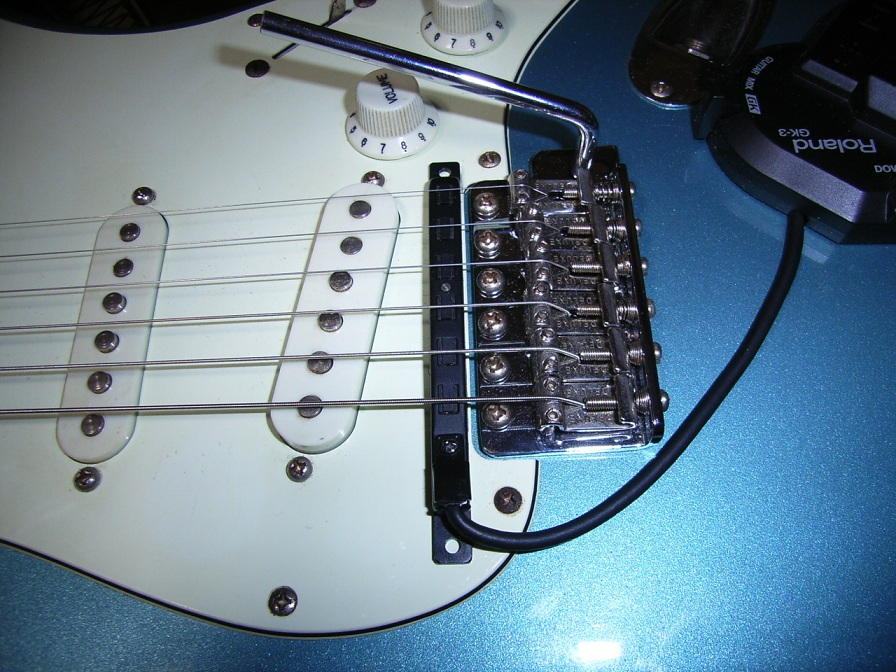
6弦独立ピックアップのひとつ、Roland　GK-3

入力された音声信号はヘッドアンプによって増幅され、エンベロープ・フォロワー（以下EF/Envelope Follower)とコンパレーターに送られる。コンパレーターで整形された信号は、周波数・電圧変換回路 （Frequency to Voltage Converter、以下FVC) に入力される。これは、矩形波を微分したスパイク波でコンデンサーを充電することで周波数を電圧に変換する回路で、入力周波数に比例した電圧が出力される。FVCの出力はHz/V方式なので、必要に応じて1V/Oct方式への変換を行う。EFで取り出されたエンヴェロープ（Envelope/ENV）信号電圧はVCAやVCFをコントロールする。ENV信号を元にGATE信号をジェネレートし、エンベロープ・ジェネレーター（EG）やピッチ固定用のサンプル&ホールド（S/H）をコントロールすることもあるが、調整が難しく、ギター演奏のニュアンスを重視する場合は、あまり必要のない機能かもしれない。実際、GR-300ではEGやS/Hは省略されている。

## 実用化の歴史
ギターシンセは、基本的に弦振動という不安定な物理現象をデータに変換する構造のため、その実用化が難しく、安定して演奏を行える製品の登場はシンセサイザーへのMIDI/マイコンシステムの導入を待たねばならなかった。
ローランド社から1977年に発表されたGR-500モノフォニック・ギターシンセサイザーは、MIDI導入以前に発表された最初の実用可能なギターシンセサイザーだろう。
このシステムは6弦独立ピックアップを搭載した専用のギター・コントローラーと、24ピンケーブルで接続されるシンセサイザー本体で構成されていた。シンセ音源はモノフォニックだが、6弦独立ピックアップからの信号にはそれぞれ個別にファズ・エフェクト回路が設けられていた。その他のプロダクションモデルとしてはアープ社のモノシンセ、Odysseyシリーズをベースに開発されたAVATAR（1977）が有名だった。こちらも、システムの構成はGR-500とほぼ同等である。ただ、いずれのモデルにも言えたことだが、そのプレイヤビリティーは必ずしも良好とは言い難い代物だったようだ（ジョン・マクラフリンやジェフ・ベックがネガティブな発言のインタビューを残している）。ただし、同時期（1979－1982）に当時ニューヨーク在住の日本人ギタリスト川崎燎がGR-500を基にして改良、開発した彼独自のギターシンセとそれを駆使して録音された一連のアルバム群の成果は現在でも一目／一聴に値する。
アープではほぼ同時期にCENTAURというポリフォニック・ギターシンセのプロトタイプが製作されていたが、そのプロジェクトは膨大な資金を費やして頓挫している。アープの斜陽はこのCENTAURの失敗によるという。
そして1980年代初頭にローランドGR-500の後継機種、GR-300が発表される。この製品は初の実用的ポリフォニック・ギターシンセであり、その良好なプレイヤビリティーから多くのミュージシャンに支持されることになる。システム構成は、GR-500シリーズと同じく、6弦独立ピックアップを搭載した専用ギター・コントローラーと、24ピンケーブルで接続されるシンセサイザー本体である。回路構成は、6弦独立のファズとFVC、VCOが2機、ENVコントロールされるVCA、それらをミックスした後にモノラルのVCF、となっている。ギター側からは、VCFのFrequencyとResonance、VCAのLFOによるAM変調 Depth、及びディストーション/生音/シンセ音のミックスのコントロールが可能。GRシリーズでは他に、GR-100という6弦独立VCFユニットがある。
その後、GR-700という過渡期を経てMIDIとデジタル音源が統合されたGR-1シリーズが発売され、本格的なギターシンセサイザーの時代が始まる。

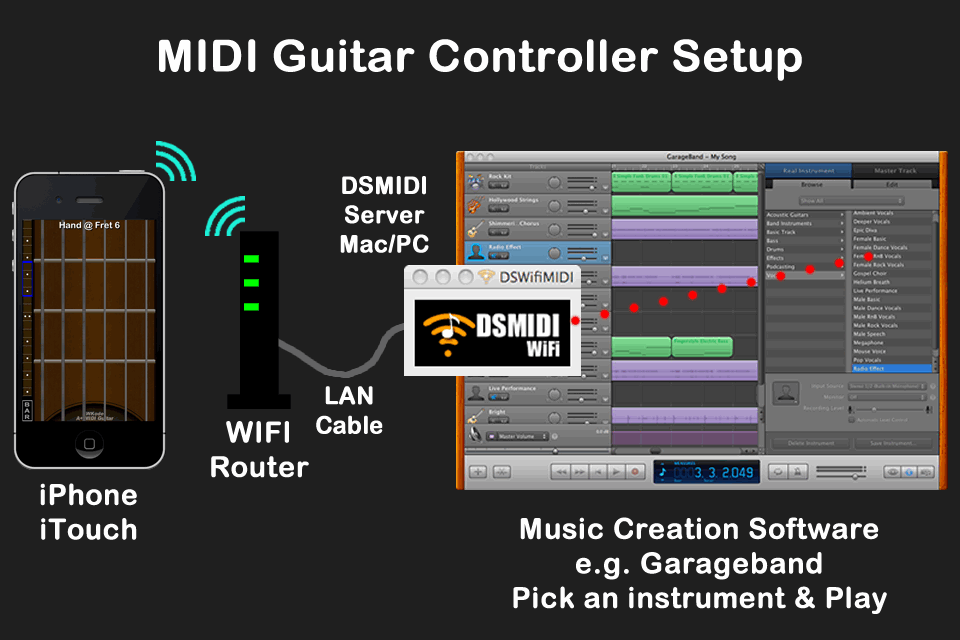
A+ MIDI Guitar & Garageband の設定 (2011) by WKode

 2011年三月、 WKode は世界の最初のiPhone MIDI ギター・アプリ を公開した。 安くて簡単にセットアップができる。 DSMidiWifi Server で Garageband, Logic, Reason, Kore, Kontakt, Ableton Live, 等ソフトの全ての楽器をコントロールする事ができる。 パソコンとワイヤレス・ルーターだけが必要になる。

## MIDI以降のギターシンセが持つ問題
デジタル化以降のギターシンセは動作がステーブルになり、積極的にEGをコントロールすることで、ギターでもピアノのようなタッチで演奏することが可能になったが、反面FVCの動作原理はアナログ時代から変化はなく、周波数が低くなるにつれてセトリングタイムが増大する物理的な問題は解決していない。この遅れを解消するためにピックが弦に接触する際のスクラッチ音を分析するものや、ネック内に、磁気スイッチを仕込んで演奏ポジション情報を得るもの、超音波で演奏ポジション情報を得るものなど、各社とも研究を重ねているが、未だに決定的な製品は現れていない。また、専用音源の場合は比較的反応が速いのだが、MIDI経由で外部音源をコントロールした場合には、さらに遅れが出てしまうようだ。